# Juliusz Miller
Juliusz Adam Miller (ur. jako Juliusz Adam Müller 16 lipca 1895 w Dziewięcierzu, zm. 31 maja 1980 w Krakowie) – polski piłkarz występujący na pozycji napastnika i lekkoatleta, reprezentant Polski w piłce nożnej w latach 1923–1924, olimpijczyk, major Wojska Polskiego.

## Życiorys
Urodził się 16 lipca 1895 w Dziewięcierzu. Był synem Henryka i Amalii. Był studentem Politechniki Lwowskiej. W 1908 roku związał się z klubem sportowym Czarni Lwów. W latach I wojny światowej był żołnierzem armii austriackiej. W 1918 wstąpił do Wojska Polskiego i został zawodowym oficerem. Był uczestnikiem wojny polsko-bolszewickiej 1920. W kwietniu tego samego roku znalazł się w gronie lekkoatletów nominowanych do kadry na igrzyska olimpijskie w 1920. Z powodu wojny z bolszewikami Polska nie wysłała jednak ostatecznie reprezentacji na te zawody. W tym samym roku walczył również w II powstaniu śląskim,  a także zdobył srebrny medal pierwszych w historii mistrzostw Polski w lekkoatletyce w biegu na 1500 metrów. W latach 1923–1924 rozegrał 6 spotkań w piłkarskiej reprezentacji Polski. Na igrzyskach olimpijskich w Paryżu był zawodnikiem rezerwowym. Po zakończeniu kariery sportowej w latach 1925-1930 był kierownikiem sekcji piłkarskiej zespołu Czarni Lwów.
W Wojsku Polskim został awansowany na stopień kapitana w korpusie oficerów administracji dział sanitarny ze starszeństwem z dniem 1 czerwca 1919. W 1923, 1924 był oficerem 6 Batalionu Sanitarnego we Lwowie. Później zweryfikowany w stopniu kapitana piechoty ze starszeństwem z dniem 1 czerwca 1919. W 1928 służył we lwowskim Dowództwie Okręgu Korpusu Nr V jako żołnierz tamtejszego 19 Pułku Piechoty. W 1932 był oficerem 43 Pułku Piechoty w Dubnie.
Uczestniczył w wojnie obronnej 1939. W 1940 został osadzony w niemieckim obozie jenieckim Luckenwalde, w którym przebywał do 1945 roku. Następnie wrócił do kraju i do 1948 był związany z wojskiem. Dosłużył stopnia majora. Był wielokrotnie odznaczany. Zasiadał w zarządzie koła osiedlowego ZBoWiD Kraków-Kleparz.
Po zakończeniu pracy w wojsku pracował w bankowości. W 1949 roku zmienił nazwisko na Miller. Był pracownikiem Powszechnej Kasy Oszczędności w Krakowie. Zmarł 31 maja 1980 w Krakowie. Został pochowany na cmentarzu Rakowickim w Krakowie 7 czerwca 1980 (kwatera L-7-23). Był żonaty.

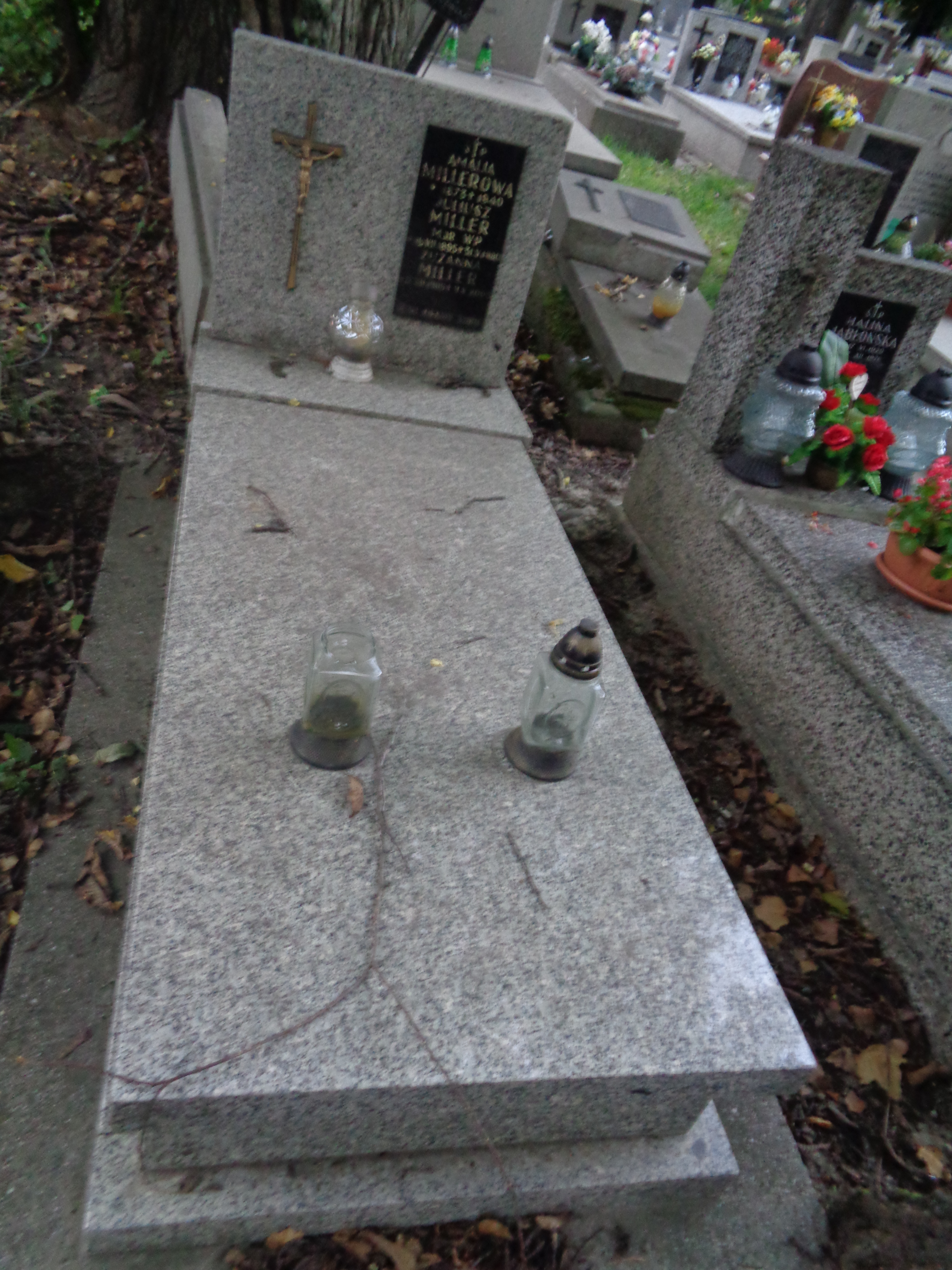
Grób Juliusza Millera na cmentarzu Rakowickim